# Hyperaucha
Lithilaria là một chi bướm đêm thuộc họ Noctuidae.